# República de Entre Rios
A República do Entre Rios foi uma república de curta existência da América do Sul, que existiu durante o século XIX. Sua localização era no espaço onde hoje estão localizadas as Províncias de Entre Ríos e Corrientes no território Argentino, o país foi fundado em 1820 pelo General Francisco Ramírez, auto-proclamado Chefe Supremo do estado.

## Historia

### Antecedentes
Em 1 de Fevereiro de 1820 o general Ramírez, aliado do governador de Santa Fé Estanislao López, comandou o exercito federal que venceu a José Rondeau na Batalha de Cepeda, firmando em 23 de Fevereiro o Tratado de Pilar com o novo governador de Buenos Aires Manuel de Sarratea.
Por este tratado, a província (incluindo Buenos Aires) reconquistava sua soberania particular. As províncias envolvidas se pronunciavam a favor de uma federação, e chamavam um congresso geral que se reuniria em San Lorenzo. Os chefes federais lembravam a Buenos Aires o seu dever de defender a Banda Oriental, porem essa tarefa não foi respeitada pela dita província. Ramirez se comprometia em convidar Artigas a se unir em um tratado, não como um subordinado, sim como um simples aliado do "Governador da Banda Oriental", e em uma cláusula secreta, o governador Sarratea se comprometia em entregar abundante material de guerra para os chefes Federais.
A noticia da proclamação do tratado do Pilar havia chegado a Artigas, a exclusão da Província Oriental dos acordos provocou o confronto com os caudilhos litorâneos. Artigas derrotado pelos Brasileiros na Batalha de Tacuarembó, retrocedeu para a Província do Entre Ríos. Interpretando como um sinal de impotência dele, Ramírez tomou as armas contra seu outrora chefe e foi derrotado na Batalha de Las Guachas, porem em 24 de Junho derrotou Artigas em uma brilhantes manobra na Batalha de Las Tunas, em que fez um inteligente uso da artilharia, que era comandada pelo comandante Lucio Norberto Mansilla, enviado a sua ajuda de Buneos Aires em comprimento da cláusula secreta do Tratado de Pilar. Logo Ramirez derrotou a Artigas na Batalha do Rincón de Ábalos em 24 de Julho, este seria o fim da etapa de liderança exercida por Artigas, que tentou resistir em Misiones, e depois se refugiou no Paraguai de José Gaspar Rodríguez de Francia até sua morte.
Em 19 de Setembro Ramirez foi nomeado governador de Corrientes, haja vista que já era o governador de Entre Rios. deteve o cargo ate 15 de Março de 1821, quando assumiu José Evaristo Carriego como comandante do Departamento de Corrientes
Em junho de 1820 São Antonio do Salto Chico (atual Concordia) sofreu um êxodo total de seus moradores guaranis (todos artiguistas) antes da derrota de seu líder, estes se refugiaram na Banda Oriental atraídos pelo ex-chefe artiguista de Mandisoví, Domingo Manduré, que havia passado para o lado Português e recebido a patente de Tenente Coronel e Comandante de um povo de imigrantes.
Em 5 de Março de 1820 na fuga de Andrés Guazurary, Francisco Javier Sití foi aclamado como comandante general da Província de Misiones. Em 25 de Julho, passa para o bando de Ramirez, firmando em 28 de julho o Acordo de Mocoretá, onde reconhece a Ramirez a direção da província de Misiones, incluindo a Mandisoví que desde agosto de 1819 tinha um alcalde guarani dependente do governo de Misiones e um comandante militar para os crioulos dependente de Entre Rios.
Em 29 de Setembro, Ramirez expeliu em Corrientes um regulamento constitucional para as três províncias de Entre Rios, Corrientes e Misiones. Em qual constava 16 artigos normativos para a administração publica, a justiça, a ordem militar, a ordem econômica e a policia. Em 24 de Novembro de 1820 foi eleito em Gualeguay Chefe Supremo da República. Em 30 do mesmo mês proclamou a constituição da República do Entre Ríos, uma província federal que desejava unir as demais em uma federação de iguais e não uma nação soberana.
Em 24 de Novembro de 1820 o governador de Buenos Aires, Martin Rodriguez e o de Santa Fé, Estanislao Lopes, firmaram o Tratado de Benegas por mediação do governador de Córdoba, Juan Baustista Bustos. Por este tratado Santa Fé foi indenizada por Buenos Aires e se acordava em se reunir em um congresso de deputados na cidade de Córdoba, com o objetivo de organizar o País. O tratado anulava vários pontos do Tratado do Pilar, deixando Ramirez sozinho em seu empenho de libertar a Banda Oriental.
Desentendimento entre Sití e Ramirez, porque este enviou forças de invasão a Misiones que ocuparam a capital da província,Asunción del Cambay, em 9 de Dezembro. Essa ocupação fez com que grande parte do exercito de Misiones se refugiasse em território português. A partir desse acontecimento Misiones deixou de ter um comandante general,Ramirez começou a nomear apenas comandantes locais.
Ramirez no seu propósito de recuperar a Banda Oriental ocupada pelos portugueses, tentou se aliar com Gaspar Rodriguez de Francia, que contava com um poderoso exercito. Como este negou a aliança, Ramirez decidiu invadir esse país e reintegra-lo a organização das Províncias Unidas do Rio da Prata, porem em janeiro de 1821 retrocedeu retornando a Entre Ríos.
O Distanciando de Ramirez das Províncias de Buenos Aires, Santa Fe e Cordoba por causa do Tratado de Benegas e de sua aliança com Jose Miguel Carrera fez com que ele decidisse tomar as armas contra tais províncias.

## A república
A república seria efémera, porem a tarefa de Ramirez de realiza-la foi intensa. Sancionou regulamentos: para a Ordem Militar (30 artigos); para a Ordem Política (41 artigos); para a Ordem Econômica (51 Artigos); para o Papel Selado (28 Artigos) e para os Selos Extraordinários de Guerra (6 Artigos), eliminando os despachos de importação.
Efetuou a divisão do território em três departamentos, com governadores civis e militares eleitos pela população de sua jurisdição, estabeleceu um regime de administração de justiça, um serviço de correios, ordenou a realização de um censo de população e decretou a obrigatoriedade do ensino primário, incluindo a alfabetização e a aritmética. Criminalizou a matança de gado, promoveu a cria de estancias e de agricultura. Seus auspícios se realizaram quando convocou o povo para eleger o Chefe Supremo da República. As eleições se realizaram em dezembro de 1820, resultando na triunfante vitória de Ramirez.
Em correntes governou Evaristo Carriego, período em que se fundou 12 escolas no departamento e se realizou o primeiro censo na época pós-colonial.

### Queda
A república do Entre Ríos não sobreviveu sem Ramirez, que foi morto em 10 de Julho de 1821 por um dos oficias de Lopez em uma breve batalha em Chanar Viejo. Por um curto tempo o sucedeu seu irmão Ricardo López Jordán, porem o coronel Lucio Norberto Mansilla, chefe de um regimento no Paraná, se levantou-se contra ele em 23 de Setembro. Mansilla assumiu o mando político e militar do Paraná em 28 de Setembro e se fez eleger governador com o título de "General e Chefe Libertador e Governador Provisório". No fim de outubro, López Jordán se exilou em Paysandú. A república foi dado por extinta, Mansilla se aliou a Santa Fé e Buenos Aires e em 16 de Dezembro de 1821 foi eleito governador.
Essa noticia provocou a recuperação da autonomia da província de Corrientes, que um levante derrubou Carriego em 12 de Outubro de 1821 e uma eleição aberta nomeou governador Ramón de Atienza, que convocou a um novo congresso provincial. Atienza tentou incorporar os territórios de Missiones a sua jurisdição, obtendo resposta favorável do comandante Félix de Aguirre. Uma areá ao norte do Aguapey comandada por Nicolás Aripi, se negou a incorpora-se a Corrientes e foi ocupada por tropas Paraguaias em dezembro de 1821 que destruíram totalmente com o povo missioneiro. O congresso Provincial de Corrientes em sua lei N 2, levou o limite da província ate o Río Guayquiraró, reincorporando Esquina e Curuzú Cuatiá que permaneciam ocupadas por Mansilla e que foram devolvidas a Corrientes no Tratado de Cuadrilátero em Janeiro de 1822